# Запаљење мрежњаче
Запаљење мрежњаче или ретинитис је самостално редак инфламаторни процесе ока, које може трајно оштетити мрежњачу и довести до слепила. Обично му претходи запаљење судовњаче (chorioiditis), тако да је у овом процесу мрежњача секундарно а не примарно захваћена, па се заправо ради о хориоретинитису (chorioretinitis).
Ретинитис може бити узрокован низом различитих инфективних агенаса, укључујући токсоплазмозу, цитомегаловирус и кандиду. Цитомегаловирусни ретинитис је важан узрок слепила код пацијената са АИДС-ом. Ширење кандиде на мрежњачу из крвотока обично доводи до стварања неколико ретиналних апсцеса.
Најчешћи облик запаљење мрежњаче, који се зове ретинитис пигментоса, има преваленцију од једног случаја на сваких 2.500—7.000 људи. Ово стање је један од водећих узрока који доводи до слепила код пацијената у узрасту од 20-60 година..

## Етиологија
Запаљење мрежњаче је генотипско обољење које подразумева озбиљну фенотипску заступљеност. Његове врсте се тренутно сматрају најсложенијим облицима болести мрежњаче. Таква сложеност болести и неизлечивости произилазе из њеног сложеног механизма. Ретинитис контролише један ген који се може наследити преко аутозомно доминантног, аутозомно рецесивног или Х-везаног гена. У многим случајевима, особе са ретинитисом имају родитеље или друге рођаке који нису погођени болешћу.
Цела васкуларна мембрана, укључујући и мрежњачу, може на исти начин реаговати на различите етиолошке факторе. Могући су бројни етиолошки фактори:
- реуматизам,
- жаришне инфекције,
- вируси,
- туберкулоза,
- луес,
- инфективне и вирусне болести,
- токсоплазмоза, лептоспироза и друге

## Клиничка слика
Од субјективних симптома најважније је смањење вида у случајевима када је процес локализован у пределу жуте мрље.
Ако су промене даље од макуле, оштећење вида је мање изражено.
Постоје и случајеви када је процес спонтано зацелио и пацијент није приметио субјективне проблеме у погледу оштрине вида и није имао болове.
Објективно испитивање не открива никакве знакове споља. Нема чак ни црвенила ока.

## Дијагноза
Поставља се офталмолошким прегледом, током офталмоскопије постоје запаљенски фокуси или ожиљци на фундусу. Приликом прегледа видног поља јављају се дефекти у видном пољу — скотоми — који одговарају захваћеним деловима хороиде и мрежњаче.

### Врсте
Постоје две врсте болести изазване запаљењем мрежњаче:
- цитомегаловирусни (ЦМВ) ретинитис, који настаје као последица вирусне инфекције,
- ретинитис пигментоза (РП), који се од ЦМВ разликује по томе што је генетски проблем наслеђен од једног или оба родитеља.[5]

Оба стања доводе до отока и оштећења мрежњаче.
Дијагноза ретинитиса пигментоза је дуготрајна. За дијагнозу је важан ЕРГ, електроретинограм, којим се снимају електричне активности рецепторских ћелија ретине. За дијагносу зе неопходна документацију губљење вида у фоторецепторској функцији. Врста наслеђа се одређује из породичне историје. Најмање 35 различитих гена ствара несиндромски РП.
Индикације РП мутационог типа се могу утврдити ДНК тестирањем, које је клинички доступно за:
- RLBP1 (аутосомално рецесиван, Ботнија тип РП)
- RP1 (аутосомално доминантан, РП1)
- RHO (аутосомално доминантан, РП4)
- RDS (аутосомално доминантан, РП7)
- PRPF8 (аутосомално доминантан, РП13)
- PRPF3 (аутосомално доминантан, РП18)
- ЦРБ1 (аутосомално рецесиван, РП12)
- ABCA4 (аутосомално рецесиван, РП19)
- RPE65 (аутосомално рецесиван, РП20)

## Терапија
У терапија запаљења мрежњаче користе се се мидриатична средства, пре свега атропин, који се примењује у облику раствора или масти. Ако је његово деловање недовољно, онда се даје заједно са адреналином.
Кортизон се даје локално у облику капи, масти или инјекција, а општи третман се обично заснива на таблетама пронизона.
Етиолошко лечење се спроводи када се постави етиолошка дијагноза, па се тако, код:
- туберкулозног хориоретинитиса примењује специфично лечење туберкулостатицима (стрептомицин, пара-амино-салицилна киселина и рифадин),

- лутеалног реуматизма примењује пеницилин,
- реуматизма, одговарајуће антиреуматска терапија.

## Превенција
Истраживања показују да неки суплементи, посебно витамин А, лутеин и омега-3 масне киселине, могу успорити напредовање болести и привремено ублажити симптоме.